# 10911 Ziqiangbuxi
10911 Ziqiangbuxi este o planetă minoră (asteroid), cu un diametru de 8,44 km, din centura de asteroizi. A fost descoperită pe 19 decembrie 1997 la  de . 
Obiectul prezintă o orbită caracterizată de o semiaxă mare de 2,3669081 UAi, o excentricitate de 0,21, o înclinație de 3,64679 ° în raport cu ecliptica.